# Premi Joan Crexells de narrativa
El Premi Joan Crexells de narrativa és un premi literari que atorga l'Ateneu Barcelonès a la millor obra de narrativa en català publicada durant l'any anterior. Aquest premi s'atorga des de l'any 1932.
Honora la memòria del filòsof, hel·lenista, pedagog i economista Joan Crexells i Vallhonrat (Barcelona, 1896 - 1926), soci de la casa, que morí prematurament després d'haver assolit una gran anomenada com a intel·lectual i polígraf.
El premi, en la primera etapa, consistia en una escultura d'Apel·les Fenosa que representa la deessa Atena i és el guardó degà dels premis literaris instituïts a Catalunya, ja que l'Ateneu el va convocar per primer cop el 1928. A partir de 2005 el premi va anar acompanyat d'una dotació econòmica de 6.000 euros i el 2008 s'hi va incorporar un nou guardó, obra de l'artista plàstic Antoni Llena. El 2013 la dotació va baixar a 4.000 euros, el 2015 va quedar sense dotació econòmica i el 2016 es va tornar a dotar el premi amb 4.000 euros.

## Obres guanyadores

### Primera etapa
- 1928 Desert
- 1929, Joan Puig i Ferreter, per El cercle màgic
- 1930, Miquel Llor, per Laura a la ciutat dels sants
- 1931, Prudenci Bertrana, per L'hereu
- 1932, Josep Maria de Sagarra, per Vida privada
- 1933, Carles Soldevila, per Valentina
- 1934, Maria Teresa Vernet, per Les algues roges
- 1935, Ernest Martínez i Ferrando, per Una dona s'atura al camí
- 1936, Francesc Trabal, per Vals
- 1937, Mercè Rodoreda, per Aloma
- 1938, Noel Clarasó, per Francis de Cer

### Segona etapa
- 1982, Joan Perucho, per Les aventures del cavaller Kosmas
- 1983, Pere Gimferrer, per Fortuny
- 1984, Pau Faner, per Fins al cel
- 1985, Maria Barbal, per Pedra de tartera
- 1986, Pere Calders, per Gaeli i l'home Déu
- 1987, Baltasar Porcel, per Les primaveres i les tardors
- 1988, Jesús Moncada, per Camí de sirga
- 1989, Miquel de Palol i Muntanyola, per El jardí dels set crepuscles
- 1990, Miquel Àngel Riera, per Illa Flaubert
- 1991, Jaume Cabré, per Senyoria
- 1992, Robert Saladrigas, per El sol de la tarda
- 1993, Víctor Mora Pujadas, per La dona dels ulls de pluja
- 1994, Carme Riera, per Dins el darrer blau
- 1995, Maria Mercè Marçal, per La passió segons Renée Vivien
- 1996, Joan Francesc Mira, per Borja Papa
- 1997, Jesús Moncada, per Estremida memòria
- 1998, Martí Domínguez, per Les confidències del comte de Buffon
- 1999, David Castillo, per El cel de l'infern
- 2000, Baltasar Porcel, per El cor del senglar
- 2001, Joan Agut, per El mestre de Taüll
- 2002, Ferran Torrent, per Societat limitada
- 2003, Emili Teixidor, per Pa negre
- 2004, Joan-Lluís Lluís, per El dia de l'ós
- 2005, Joan-Daniel Bezsonoff, per Les amnèsies de Déu
- 2006, Miquel Maria Gibert, per La victòria de la creu
- 2007, Edgar Cantero, per Dormir amb Winona Ryder
- 2008, Joan Francesc Mira, per El professor d'història
- 2009, Vicenç Pagès, per Els jugadors de whist
- 2010, Antoni Vives, per El somni de Farringdon Road
- 2011, Jaume Cabré, per Jo confesso
- 2012, Josefa Contijoch, per Sense alè[3]
- 2013, Pep Coll, per Dos taüts negres i dos de blancs
- 2014, Manuel Baixauli, per La cinquena planta[4]
- 2015, Joan Benesiu per Gegants de gel[5]
- 2016, Joan Buades Beltran per Crui[6]
- 2017, Desconvocat
- 2018, Melcior Comes per Sobre la terra impura
- 2019, Toni Sala per Persecució[7]
- 2020, Àlvar Valls per Entre l'infern i la glòria[8]
- 2021, Joan-Lluís Lluís per Junil a les terres dels bàrbars[9]
- 2022, Mar Bosch Oliveras per L'edat dels vius[10]
- 2023, Mònica Batet Boada per Una història és una pedra llançada al riu[11]
- 2024, Albert Pijuan per La gran substitució[12]